# Stop cadru
Stop cadru este un film românesc din 2004 regizat de Mihai Bădică.